# 블랙라이트

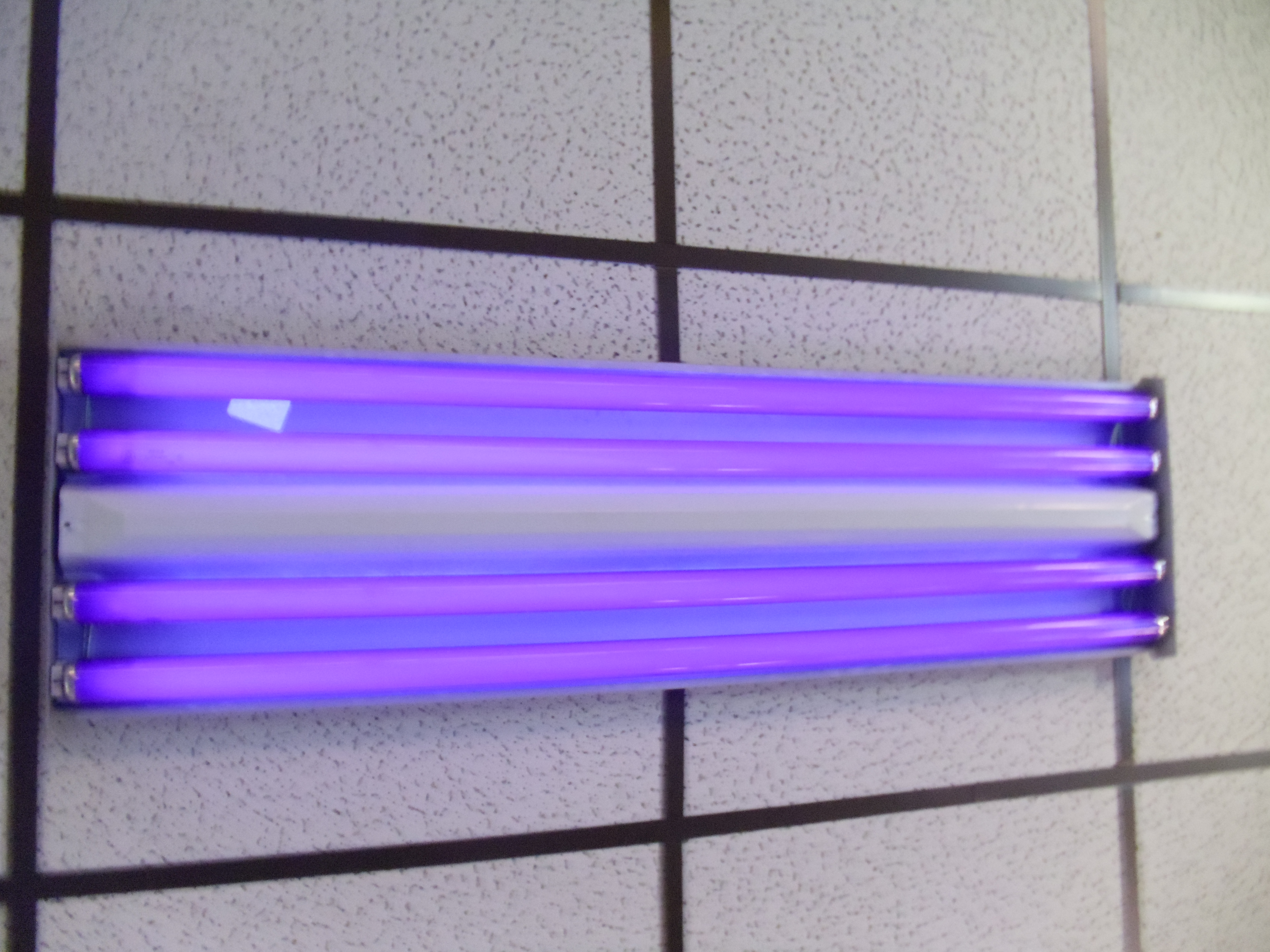

블랙라이트(blacklight), UV-A 라이트는 장파(UV-A)의 자외선과 아주 약간의 가시광선을 발산하는 조명기구이다.
램프의 한 종류로 바이올렛 필터 물질이 있고, 다른 한 종류로는 자외선을 발산하지만 필터 물질이 없는 것이 있다.
블랙라이트의 원천으로는 특별히 설계된 형광등, 수은등, 발광 다이오드(LED), 레이저, 백열등이 있다.

## 같이 보기
- 광원 목록